# Fernand Picard
Pour les articles homonymes, voir Picard (homonymie) et Fernand Picard (homonymie).
Fernand Picard (26 février 1906-21 novembre 1993) est un ingénieur des arts et métiers (Lille-Paris, 1923), concepteur de la Renault 4CV et de la Renault Dauphine

## Études
Fernand Picard est diplômé de l'École nationale supérieure d'arts et métiers de Lille en 1927.

## Carrière
Il est d'abord embauché au poste de dessinateur au bureau d'études outillage chez Delage avant d'entrer chez Renault en 1935. Il est ingénieur d'essais spéciaux, il s'occupe de la mise au point des moteurs ainsi que les essais des nouveaux modèles. En résolvant un problème sur un moteur diesel de 300 ch, il va lancer sa carrière. 
En juin 1940, appelé par Louis Renault, il devient directeur technique adjoint au sein du service moteurs automobiles. Pendant la Seconde Guerre mondiale, il participe à l'étude d'une petite voiture : la future 4CV. Son « moteur Billancourt » est prêt en 1942 et un an plus tard, elle fait ses premiers tours de roue.
Picard devient directeur des Études de la Régie Nationale des Usines Renault (RNUR) en 1946 et en mai 1951, il est à la tête des Études et Recherches. C'est à ce moment qu'il encadrera la conception de la Dauphine, notamment en effectuant un test routier de 2 200 km en Espagne en 1953.
En 1951, il commence aussi une étude pour la SNCF d'un moteur diesel de plus de 1000 ch. Il sera testé avec succès, en 1952 sur la Ligne de Paris à Granville.
Le patron de la RNUR Pierre Lefaucheux lui demande de construire un véhicule « hors norme » avec Albert Lory : l'Étoile Filante, qui possède une turbine de 270 ch, battra le record du monde de vitesse avec une pointe de 308,85 km/h sur le lac Bonneville.
Picard est nommé directeur conseil auprès du nouveau patron de la Régie, Pierre Dreyfus, en 1966. Il prendra sa retraite en 1969 et en 1976, il publiera un ouvrage sur l'entreprise Renault de 1935 à 1975 : L'Épopée de Renault, Paris: Albin Michel, 1976.

## Distinction
- Prix Nessim-Habif (1988)